# Stephan Hostettler
Stephan Hostettler (* 20. September 1966) ist Unternehmensberater im Bereich Vergütung, wertorientierte Unternehmensführung und Corporate Governance. Er ist zudem als Lehrbeauftragter, Buchautor und Verwaltungsrat tätig und engagiert sich aktiv als Investor in verschiedenen Start-Ups.

## Werdegang
Hostettler schloss sein Studium der Wirtschaftswissenschaften an der Universität St. Gallen 1992 mit dem Lizentiat (lic. oec. HSG) ab. 1996 erfolgte die Promotion an derselben Hochschule. Das Thema der von Giorgio Behr betreuten Dissertation war Das Konzept des Economic Value Added (EVA) als Unternehmensbewertungs- und -führungsinstrument.
Nach Tätigkeiten u. a. in der Finanzanalyse bei der UBS in Zürich und London, als Unternehmensberater bei Stern Stewart & Co in New York und als Partner bei getAbstract in New York und Luzern gründete Hostettler 2002 sein eigenes Beratungsunternehmen HCM International AG. Beim SwissBoardForum, einer schweizweiten Plattform für Verwaltungsrats-Themen und Corporate Governance, amtierte er von 2009 bis 2024 als Mitglied des Vorstandes.
Seit 2003 ist Hostettler Lehrbeauftragter für Corporate Governance an der Universität St. Gallen. Durch seine Lehrtätigkeit und Publikationen hat er sich als Experte in den Bereichen Corporate Governance, wertorientierte Unternehmensführung und Board Compensation etabliert. Zusätzlich hält er regelmässig Gastvorträge an renommierten Institutionen wie dem Zentrum für Unternehmensführung (ZfU), der Universität Bern (Rochester Executive Programs), der Hochschule Luzern (HSLU), dem Institut für Law and Economics (Board Essentials) sowie dem International Board Program und weiteren führenden Institutionen.

## Konzepte

### Führung und Geld trennen
Hostettler spricht sich für die Trennung der beiden Bereiche Führung und Geld aus. Der Ansatz besteht darin, vom traditionellen Bonusplan zum Modell der rollen- und stufengerechten Erfolgsbeteiligung zu wechseln. Der eigene Lohn soll fortan nicht mehr als Honorierung der persönlichen Leistung von Mitarbeitenden verstanden werden, sondern als Form der Wertschätzung für den gemeinsamen Erfolg. Das transparente System verhindert Missgunst und erhöht die Motivation aller Mitarbeitenden zur Zusammenarbeit. Die individuelle Leistung hat zwar keinen direkten Einfluss mehr auf den Bonus, wird aber beispielsweise bei Beförderungen und Aufgaben/Rollenverteilung berücksichtigt.
Für seinen Artikel zu diesem Thema wurde Dr. Stephan Hostettler mit einem Best Paper Award ausgezeichnet, was die wissenschaftliche Relevanz und den praktischen Nutzen seines Ansatzes unterstreicht.

### Erfolg messen und Leistungen beurteilen
Hostettler betont, dass Erfolg nicht allein an finanzielle Kennzahlen gemessen werden darf. Ergänzend dazu integriert er qualitative Faktoren wie Mitarbeiterzufriedenheit, Kundenloyalität und Nachhaltigkeit, um eine ganzheitliche Beurteilung der Unternehmensleistung zu ermöglichen. Mit der von ihm entwickelten „Quality Scorecard“ bietet er ein Framework, das finanzielle und nicht-finanzielle KPIs systematisch verbindet und Raum für eine flexible, unternehmerische Diskussion zwischen Management und Verwaltungsrat schafft.
Ein zentraler Aspekt seines Ansatzes ist der „Mut zur Unschärfe“. Dabei wird bewusst auf mechanistische Verknüpfungen zwischen Zielwerten und Konsequenzen verzichtet, um den Fokus auf strategische Diskussionen und qualitative Einschätzungen zu legen. Diese Herangehensweise ermöglicht eine differenzierte und nachhaltige Erfolgsbewertung, die über rein zahlenbasierte Systeme hinausgeht.

### Skin in the Game in Executive Pay Strategy
Hostettler unterstreicht die wachsende Bedeutung von „Skin in the Game“ in der Gestaltung von Vergütungsstrategien für Führungskräfte. Angesichts steigender Erwartungen von Investoren, Proxy Advisors und Regulierungsbehörden wird zunehmend gefordert, dass Vergütungssysteme Risikoausrichtung, nachhaltiges Verhalten und langfristige Verantwortung fördern.
„Skin in the Game“ zielt darauf ab, ein unternehmerisches Denken, gesteigerte Verantwortlichkeit sowie eine aktive Beteiligung der Führungskräfte sicherzustellen. Zudem trägt es zu einer positiven Wahrnehmung durch externe Stakeholder bei. Gemeinsam mit dem Network for Innovative Corporate Governance (NICG) entwickelte Hostettler fünf zentrale Grundpfeiler dieses Ansatzes, die aktuelle Marktpraktiken sowie Schlüsselkriterien bei der Bewertung von Vergütungspaketen berücksichtigen.

## Veröffentlichungen (Auswahl)
- Economic Value Added (EVA). Darstellung und Anwendung auf Schweizer Aktiengesellschaften, 5. Aufl., Verlag Haupt, Bern 2002, ISBN 3-258-05882-2 (= Dissertation).
- gemeinsam mit Hermann J. Stern: Das Value Cockpit. Sieben Schritte zur wertorientierten Führung für Entscheidungsträger, 2. Aufl., Wiley, Weinheim 2007, ISBN 978-3-527-50299-8.
- Manager-Saläre. Wertorientierte Vergütung – Entscheidungsgrundlagen für Führungskräfte, Orell Füssli, Zürich 2010, ISBN 3-280-05402-8.